# Tetro (Film)
Tetro ist ein US-amerikanisches Filmdrama aus dem Jahre 2009 von Regisseur Francis Ford Coppola mit Vincent Gallo und Alden Ehrenreich in den Hauptrollen.

## Handlung
Der fast achtzehnjährige Bennie geht nach Buenos Aires, um seinen älteren Bruder Angelo zu besuchen, den er seit über 10 Jahren nicht mehr gesehen hat. Sein Bruder war in einer Nervenheilanstalt und brach den Kontakt zur Familie ab. Tatsächlich nennt er sich Tetro (kurz für den Nachnamen Tetrocini), aufgrund einer schwierigen Beziehung zu seinem Vater, Carlo Tetrocini, einem weltberühmten Dirigenten. Tetro lebt mit Miranda im Stadtteil Boca und arbeitet als Lichttechniker in einem kleinen Theater. Er lässt Bennie nur für die kurze Zeit bleiben, in der das Kreuzfahrtschiff in der Werft liegt, auf dem er als Kellner arbeitet. Obwohl er vor seiner Abreise einen Brief an seinen jüngeren Bruder hinterließ, in dem er versprach, dass er eines Tages zurückkommen würde, um ihn mitzunehmen und sich um ihn zu kümmern, möchte Tetro keine Beziehung mehr zu seiner Familie haben. Eines Tages findet Bennie Tetros unvollendetes und unveröffentlichtes Werk und beschließt, es zu bearbeiten, da er im Mythos seines älteren Bruders und seiner literarischen Fähigkeiten aufgewachsen ist. Als Tetro davon erfährt, ist er wütend, aber Bennie behauptet, dass dies auch seine Geschichte ist, und beschließt, ein Theaterstück daraus zu machen und es zu veröffentlichen. All dies zwingt Tetro, sich den Gründen für seine Flucht zu stellen und Bennie das schwere Geheimnis zu enthüllen, das er seit Jahren trägt.

## Kritiken
Der Film erhielt allgemein positive Kritiken von Kritikern. Auf Metacritic hat der Film einen durchschnittlichen Metascore von 65 basierend auf 26 Rezensionen. Besonders wurde das Schauspiel von Alden Ehrenreich gelobt.